# 645 Agrippina
Agrippina (asteróide 645) é um asteróide da cintura principal com um diâmetro de 28 quilómetros, a 2,7028035 UA. Possui uma excentricidade de 0,1561242 e um período orbital de 2 093,63 dias (5,73 anos).
Agrippina tem uma velocidade orbital média de 16,64273858 km/s e uma inclinação de 7,02607º.
Esse asteróide foi descoberto em 13 de Setembro de 1907 por Joel Metcalf.